# Бычки-бубыри
Бычки-бубыри (лат. Pomatoschistus) — род лучепёрых рыб из семейства бычковых (Gobiidae). Представители рода имеют длину тела от 1,7 до 11 см.

## Классификация
На апрель 2019 года в род включают 14 видов:
- Pomatoschistus anatoliae
- Pomatoschistus bathi — Лысун Бата
- Pomatoschistus canestrinii
- Pomatoschistus knerii
- Pomatoschistus lozanoi
- Pomatoschistus marmoratus — Мраморный бычок-бубырь
- Pomatoschistus microps — Обыкновенный бычок-бубырь, или бычок-лысун
- Pomatoschistus minutus — Малый бычок-бубырь, или малый лысун
- Pomatoschistus montenegrensis[3]
- Pomatoschistus nanus
- Pomatoschistus norvegicus — Норвежский бычок
- Pomatoschistus pictus — Узорчатый бычок-бубырь[1]
- Pomatoschistus quagga
- Pomatoschistus tortonesei